# إيدي فاياتور
إيدي فاياتور (بالفرنسية: Eddy Viator)‏ هو لاعب كرة قدم فرنسي في مركز الدفاع، ولد في 2 يونيو 1982 في كولومب في فرنسا. شارك مع منتخب غوادلوب لكرة القدم. أما مع النوادي، فقد لعب مع فيلدا يونايتد ونادي أميان ونادي تامبينس روفرز ونادي تورونتو ونادي شاتورو.

## وصلات خارجية
- إيدي فاياتور على موقع الدوري الأمريكي (الإنجليزية)
- إيدي فاياتور على موقع قاعدة بيانات كرة القدم.إي يو (الإنجليزية)
- إيدي فاياتور على موقع ليكيب (الفرنسية)
- إيدي فاياتور على موقع ناشيونال فوتبول تيمز (الإنجليزية)
- إيدي فاياتور على موقع Soccerway.com (الإنجليزية)